# Habsburg–Lotaringiai Mária Anna főapátnő
Habsburg–Lotaringiai Mária Anna (ismert még mint Ausztriai Mária Anna főapátnő, németül: Erzherzogin Maria Anna von Österreich, olaszul: Arciduchessa Maria Anna d'Asburgo-Lorena; Firenze, 1770. április 21. – Neudorf, 1809. október 1.), a Habsburg–Lotaringiai-házból származó osztrák főhercegnő, I. Péter Lipót toscanai nagyherceg (későbbi német-római császár) és Spanyolországi Mária Lujza gyermeke, aki 1791 és 1800 között a prágai Szent Teréz apácakolostor főapátnője.

## Élete

### Származása, testvérei
Édesapja a Habsburg–Lotaringiai-házból való Lipót toszkánai nagyherceg (1747–1792), a későbbi II. Lipót osztrák főherceg, német-római császár, magyar és cseh király, édesanyja a Bourbon-házból való Mária Ludovika spanyol infánsnő (María Luisa de España, 1745–1792), később német-római császárné volt. Az uralkodópár 16 gyermeke közül Mária Anna főhercegnő született negyedikként.
A felnőttkort megérő testvérek:
- Mária Terézia Jozefa főhercegnő (1767–1827), aki I. Antal szász királyhoz ment feleségül.
- Ferenc József Károly főherceg (1768–1835), a későbbi II. Ferenc német-római császár, I. Ferenc néven osztrák császár, magyar és cseh király.
- Ferdinánd József János főherceg (1769–1824), később III. Ferdinánd néven Toszkána nagyhercege.
- Mária Anna főhercegnő (1770–1809).
- Károly főherceg (1771–1847) tábornagy, Teschen hercege, Napóleon legyőzője az asperni csatában.
- Sándor Lipót főherceg (1772–1795), 1790-től haláláig Magyarország nádora.
- József Antal János főherceg (1776–1847), 1795-től haláláig Magyarország nádora (József nádor).
- Mária Klementina főhercegnő (Maria Klementine von Österreich, 1777–1801), aki  Ferenc nápoly–szicíliai trónörököshöz ment feleségül.
- Antal Viktor főherceg (1779–1835), Köln püspöke, 1816–1828-ig a Német Lovagrend Nagymestere.
- János főherceg (1782–1859) tábornagy, a „stájer herceg”.
- Rainer József főherceg (1783–1853) tábornagy, a Lombard–Velencei Királyság alkirálya.
- Lajos főherceg (1784–1864) tábornagy, 1836–1848-ig az Államkonferencia vezetője.
- Rudolf főherceg (1788–1831) bíboros, Olmütz hercegérseke, Beethoven mecénása.

### Pályafutása
Ifjúkorát Firenzében, majd Bécsben és Prágában töltötte, belépett egy apácarendbe. Apja, Lipót császár trónra lépése után átvette a prágai Hradzsinban lévő Szent Teréz nemesi apácakolostor apátnői hivatalát, majd 1791-ben ő lett e kolostor főapátnője („Äbtissin des k.u.k. Theresianischen adeligen Damenstifts ob dem Prager Schlosses”). Az apátságot Mária Terézia alapította 1755-ben. A kolostor főapátnője 1766-tól kezdve egyházfejedelmi méltóságot viselt, amely magas jövedelemmel és csak időszakonként végzendő hivatalos feladatokkal járt.
1791-től a Szent Teréz kolostor főapátnőjére ruházták a cseh királynék megkoronázásának jogát. A prágai Szent Teréz kolostor főapátnő-főhercegnője Csehországban (a császári házon kívül) a második legmagasabb hivatali rangot jelentette a kancellár mögött. Mária Anna főhercegnő, 4 nappal főapátnővé való felszentelése után, a cseh püspökök segédlete mellett a prágai Szent Vitus-székesegyházban vezette saját édesanyjának, Mária Ludovika spanyol infánsnőnek cseh királynévá koronázását.

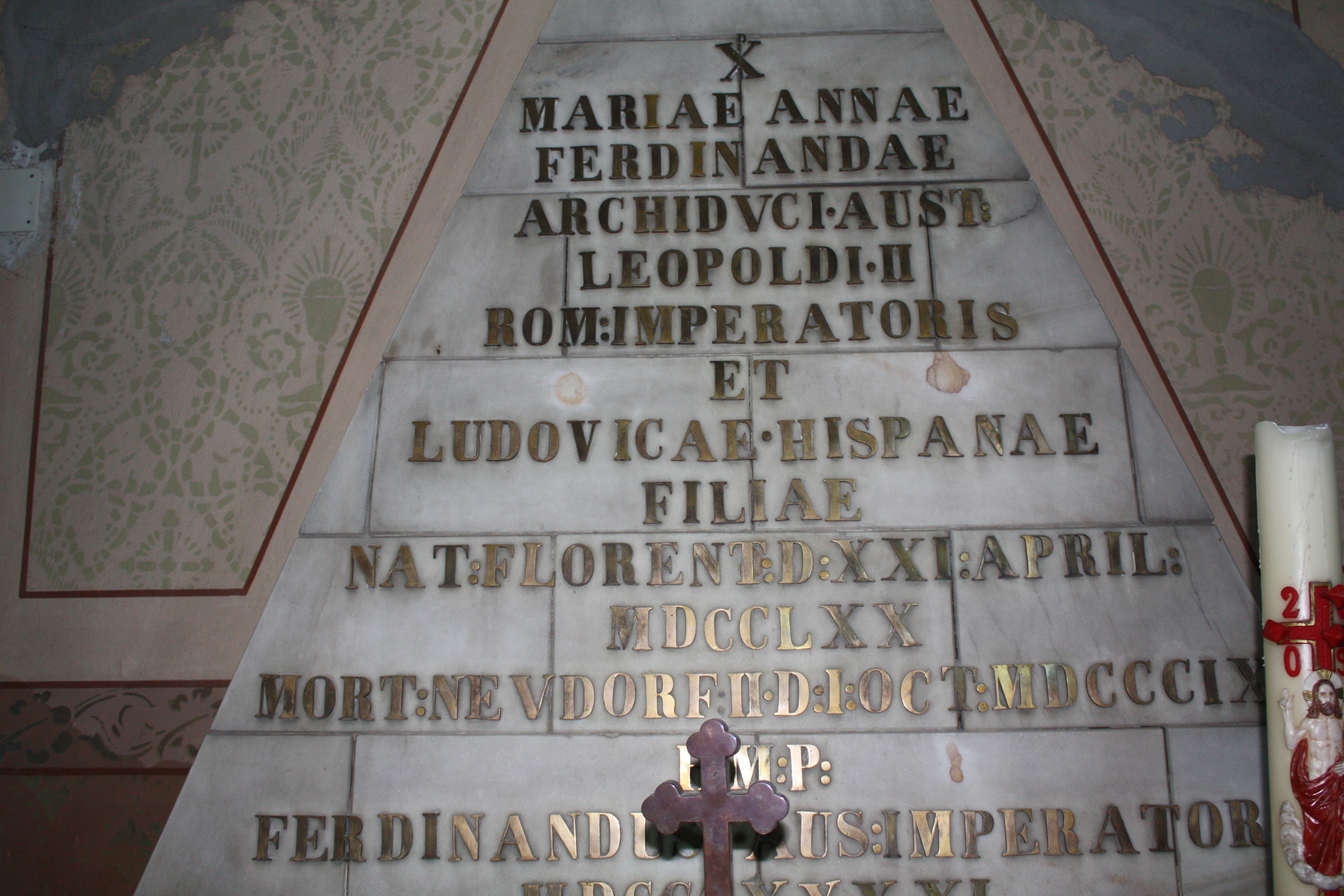
Mária Anna főhercegnő síremléke a temesújfalui templomban, az Eötvenesi Lovász-család sírboltjában.

Mária Anna főhercegnő 1800-ban visszavonult, és 1809. október 1-jén, 39 éves korában hunyt el Temesújfalun Eötvenesi Lovász Zsigmond császári-királyi kamarás vendégeként, annak helyi kastélyában.